# Kanton Argueil
Kanton Argueil (fr. Canton d'Argueil) je francouzský kanton v departementu Seine-Maritime v regionu Horní Normandie. Skládá se ze 14 obcí.

## Obce kantonu
- Argueil
- Beauvoir-en-Lyons
- La Chapelle-Saint-Ouen
- Croisy-sur-Andelle
- Feuillie
- Fry
- La Hallotière
- La Haye
- Hodeng-Hodenger
- Mésangueville
- Le Mesnil-Lieubray
- Morville-sur-Andelle
- Nolléval
- Sigy-en-Bray